# Mirko Kunčič
Mirko Kunčič, slovenski mladinski pesnik in pisatelj, * 12. december 1899, Lesce na Gorenjskem, † 3. december 1984, Buenos Aires, Argentina.

## Življenjepis
Rodil se je v železničarski družini. Z nedokončano srednjo šolo je postal uradnik in novinar ter urednik mladinske rubrike Kotičkov striček v časniku Slovenec. Leta 1945 je emigriral in se kasneje nastanil v Argentini, kjer je delal kot vratar. Na rojstni hiši v Lescah je bila 2021 vzidana spominska plošča.

## Delo
Po svojem raznovrstnem literarnem ustvarjanju za mladino sodi med vidne pisatelje v sicer bogatem razvoju slovenske mladinske književnosti. Pisal je mladinsko poezijo, prozo in dramatiko. Za mlade bralce je najprej pisal v rubriki Kotičkov striček v Slovencu, kjer je redno objavljal kratke, največkrat anekdotične pripovedi in igrive melodične pesmi, ki so skupaj ali posamično izšle tudi v knjižni obliki. Do leta 1945 je napisal več kot deset knjig za otroke. Objavljal je tudi v Vrtcu, poezijo za odrasle pa v Ljubljanskem zvonu, Ženskem svetu ter v revijah Plamen in Mladika. Po odhodu v tujino je najprej objavljal v taboriščnih glasilih (Naša beseda v italijanskem taborišču Monigo), po prihodu v Argentino pa v tamkajšnjih slovenskih listih in revijah (Duhovno življenje, Zbornik Svobodne Slovenije). Tako je leta 1950 v Duhovnem življenju izšla Božična igra v dveh slikah: Begunska družina. Kunčičeva pesem Naša beseda, objavljena v istoimenskem taboriščnem glasilu, je kot slavospev domovini in slovenskemu jeziku ponarodela med Slovenci v Argentini. Tam in v Celovcu na Koroškem so ponovno izhajale tudi Kunčičeve starejše pesmi za mladino. Pripravil je tudi šolski priročnik, antologijo otroških pesmi z naslovom Zdomski živžav. 
Rad je izbiral tematiko, v kateri je na tenkočuten način pripovedoval o odnosih staršev do otrok in otrok med seboj. Pogosto se v zgodbah kot motivacija dogajanja pojavljata dedek in babica kot nosilca modrosti, s katero razrešita otrokovo stisko. Stari starši prevzamejo tudi vlogo neposrednega pripovedovalca, tipičnega za ljudsko slovstvo. Med pogostimi motivi Kunčičevih pripovedi je tudi triglavski svet v bajkah in pokrajinsko-mitoloških zgodbah. V slovensko mladinsko književnost sta njegova povojna poezija in proza vnesli novost: motive iz življenja Slovencev v Argentini, motive indijanskega izročila in podobe argentinske pokrajine.

## Vplivi
Pri pisanju otroških pesmi je bila Kunčiču vzor poezija Otona Župančiča. Za oba je značilno ritmično blagoglasje, humor in igrivost ter blaga, a nazorna poučnost. Kunčičeve anekdotične pripovedi za mladino so blizu pripovedništvu Frana Milčinskega - tako po humorju kot po motivih slovenske ljudske pripovedke. Njegova povojna poezija in proza sta v slovensko mladinsko književnost vnesli novost: motive iz življenja Slovencev v Argentini, motive indijanskega izročila in podobe argentinske pokrajine.
Na slovenskih tleh je bil Kunčič dobro sprejet, saj so njegova dela radi brali tako mladi kot tisti malo starejši. Po svojem raznovrstnem literarnem ustvarjanju sodi med vidne pisatelje v razvoju slovenske mladinske književnosti. Jože Krivic je zanj dejal, da brez dvoma spada med največje in najplodovitejše mojstre slovenske mladinske literature zadnjih desetletij, Tine Debeljak pa ga je imel celo za najpriljubljenejšega pesnika slovenskih emigrantskih šol. Tako kot doma pa so z veseljem brali njegova dela tudi v zamejstvu in zdomstvu, tako na Koroškem, v Italiji, kjer je objavljal v taboriščnih glasilih, kot tudi v argentinskih slovenskih listih in revijah.

### Mladinska poezija
- Mlada njiva, 1935
- Matjažek, 1943

### Mladinska proza
- Najdenček Jokec, 1930
- Nebeška lestvica, 1942
- Cmokec Poskokec, 1947
- Gorjančev Pavlek, 1958
- Ptiček z dvema kljunčkoma, Jugoslovanska knjigarna Ljubljana, 1932
- Dogodivščine v pragozdu, 1968, 1992-94
- Najlepša je mladost,1974
- Od pastirčka do škofa, 1974, 1991

### Mladinska dramatika
- Razvijmo prapor, 1937
- Slovenski materi, 1937
- Ali je kaj trden most?, 1940
- Mirko in abeceda, 1940
- Triglavska roža, 1940

### Priredbe
- Prigode krojačka veseljačka in druge pravljice, 1933
- Tinček in Tonček, 1939, 1993
- Triglavske pravljice, 1940, 1944, 1994